# Straßenbahn Triest
Die Straßenbahn Triest war ein schienengebundenes Nahverkehrssystem in Triest, der normalspurige Betrieb bestand zwischen 1876 und 1970.
Die meterspurige Bergbahn von Triest nach Opicina besteht heute noch, wurde aber stets unabhängig von der eigentlichen Triestiner Straßenbahn betrieben. Später wurde diese vom Verkehrsunternehmen Trieste Trasporti, das auch die Buslinien betreibt, als Linie 2 bezeichnet.

## Geschichte

Pferdetramway auf der Piazza Giuseppina

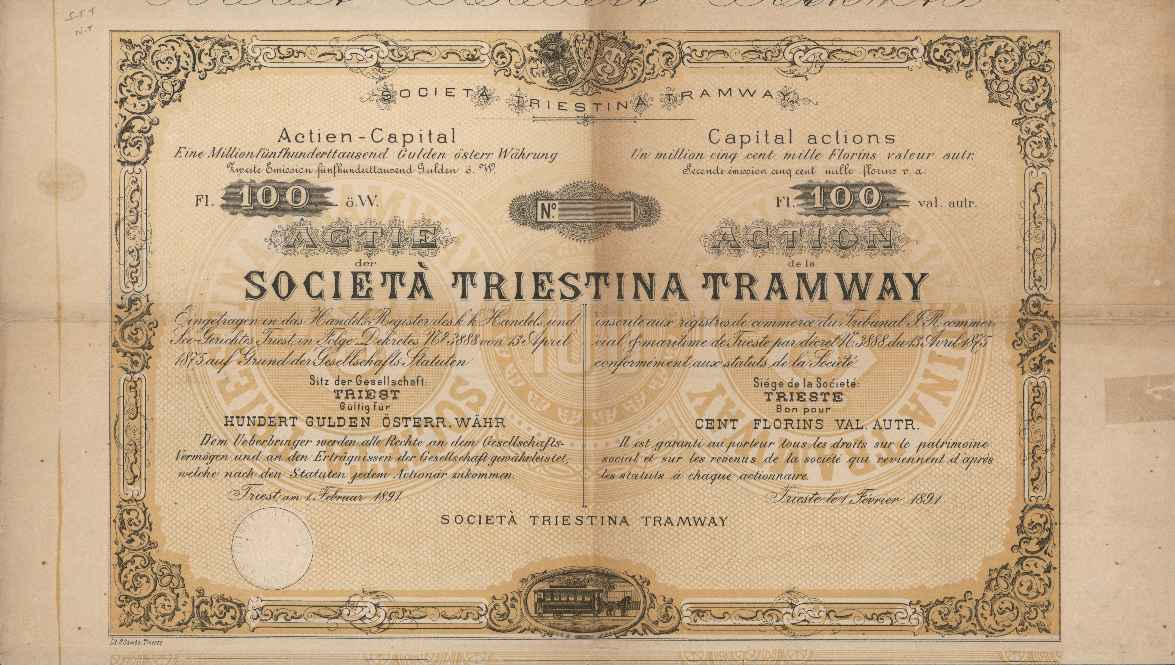
Aktie der Società Triestina Tramway mit Nennwert von 100 Gulden

### Pferdestraßenbahn
Im Jahr 1875 wurde die Società Triestina Tramway als Aktiengesellschaft gegründet. Unternehmenssitz war in Triest. Das Aktienkapital betrug sechs Millionen Kronen. Am 30. März 1876 bot das Unternehmen die erste Pferdestraßenbahnlinie auf Normalspurgleisen an, denen bis 1888 sechs weitere folgten.

### Elektrische Straßenbahn

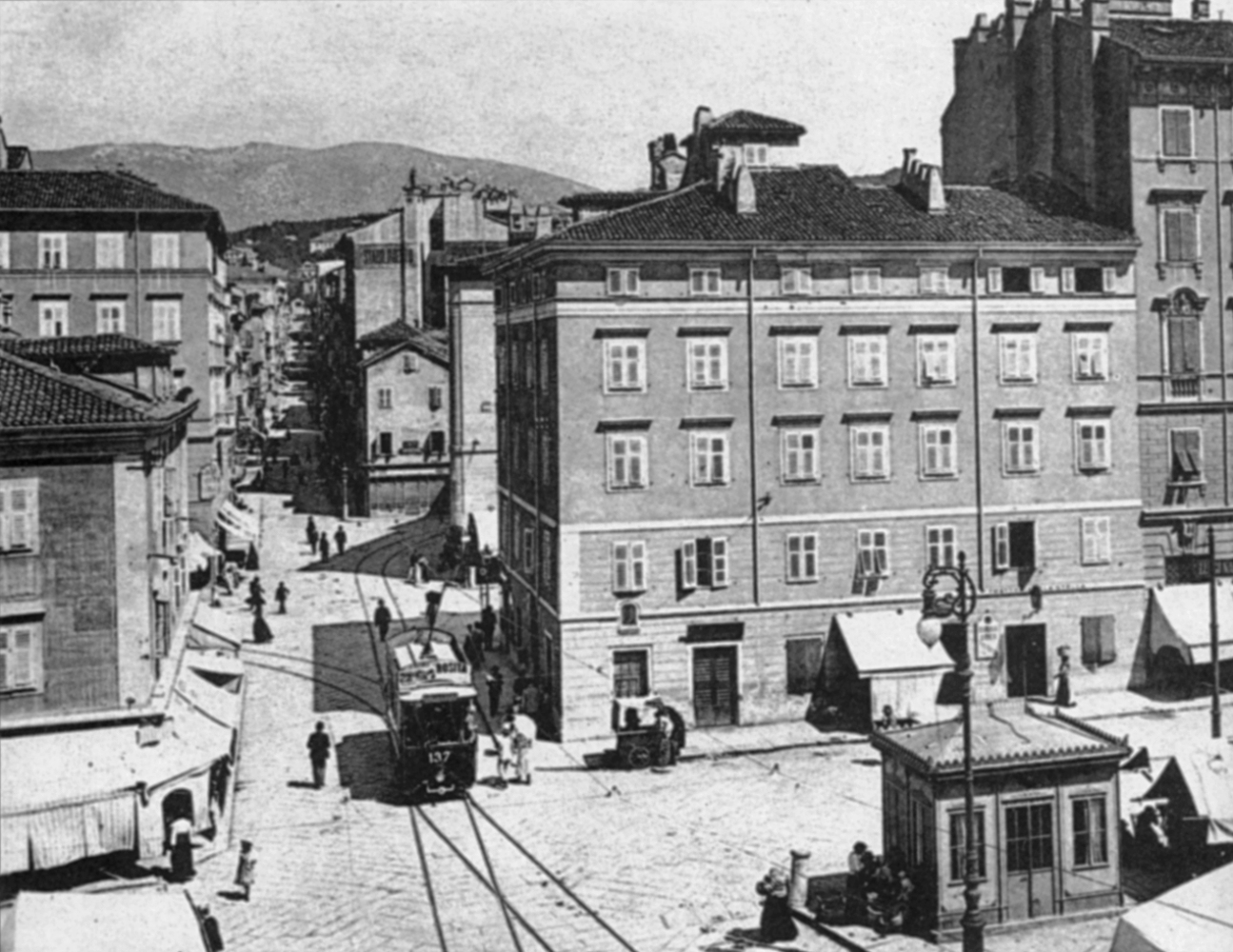
Triebwagen 137 um 1905

Am 31. März 1899 erhielt das Unternehmen eine Betriebskonzession, diese wurde im Reichsgesetzblatt veröffentlicht. Am 2. Oktober 1900 wurde die erste mit Oberleitung elektrifizierte Strecke eröffnet. Die Fahrdrahtspannung betrug 600 Volt. Das Unternehmen war nicht nur am Straßenbahnnetz in Triest aktiv, sondern betrieb auch das Netz der Straßenbahn Lemberg in Galizien. Dieser Betriebsteil wurde im Jahr 1906 an die Landeshauptstadt Lemberg verkauft.
1913 wurde neben der bisherigen privaten Straßenbahn die erste städtische Straßenbahnlinie zwischen Piazza Goldoni und San Sabba in Betrieb genommen.
Im Jahr 1921 wurden die Straßenbahnen in einen kommunalen Betrieb überführt (Azienda Comunale Tranvie Municipali). Ab Mitte der 1920er Jahre wurden, auch wegen Streckenerweiterungen, weitere Wagen angeschafft.

Triebwagen 404 auf Linie 6 "San Giovanni–Barcola" im Jahr 1968

Am 16. Juli 1934 übertrug die Stadt Triest ihre Wirtschaftsbetriebe in das Unternehmen ACEGAT (Azienda Comunale dei servizi Elettricità, Gas, Acqua e Tranvie, deutsch: Kommunales Dienstleistungsunternehmen für Elektrizität, Gas, Wasser und Straßenbahnen). In der Blütezeit des Betriebes umfasste das Triestiner Straßenbahnnetz 16 Kilometer Streckenlänge. 1935 wurde die erste Oberleitungsbuslinie in Triest unter der Nummer 12 in Betrieb genommen, der weitere Ausbau mit Zurückdrängung der Straßenbahn erfolgte bis 1960. In den 1950er und 1960er Jahren übernahm dann der Dieselbus mehr und mehr den Betrieb. Mit der Linie 9 wurde die letzte Straßenbahnlinie am 31. März 1970 auf Busbetrieb umgestellt. Der letzte O-Bus fuhr im April 1975.

## Fahrzeuge
Der ersten elektrischen Fahrzeuge stammten von der Wiener Niederlassung der Union-Elektricitäts-Gesellschaft. Spätere Lieferungen kamen von der Grazer Waggonfabrik sowie diversen italienischen Herstellern. 1933 wurden acht und 1934 weitere zwanzig neue vierachsige Wagen von der Officina Meccanica della Stanga beschafft, 1938 folgten weitere zwanzig.
Nach der Stilllegung gelangten Fahrzeuge zu diversen italienischen Straßenbahnbetrieben, u. a. nach Rom. Einige Triestiner Straßenbahnfahrzeuge sind im Eisenbahnmuseum Triest erhalten. Ein weiterer Straßenbahnwagen befindet sich in der Obhut der Straßenbahnfreunde von Turin.

## Streckennetz
In der Konzession laut Reichsgesetzblatt werden folgende Linien angeführt:
1: Boschetto – San Andrea mit der Abzweigung Bagno Fontana
2: Piazza dei Negozianti – Barcola mit der Abzweigung Punto franco
3: Piazza della Stazione – Via del Torrente
4: Via San Antonio – Piazza della Caserma
5: Piazza delle Legna – Barriera vecchia
6: San Andrea – Servola
7: Piazza della Caserma – Via di Rojano
8: Ponte della Fabbra – Via Conti
Ein italienischer Reiseführer aus dem Jahr 1925 listet folgende Linien auf:
- Linea 1: S.Sabba – Piazza della Libertà
- Linea 2: Boschetto – Servola e viceversa
- Linea 3: Boschetto – Campo Marzio (S.Andrea)
- Linea 4: Piazza Garibaldi – Campo Marzio (S.Andrea)
- Linea 5: Piazza del Perugino – Roiano
- Linea 6: Portici di Chiozza – Barcola
- Linea 7: Boschetto – Stazione Centrale
- Linea 8: Interstazionale tra Campo Marzio e Centrale
- Linea 9: Piazza della Borsa – via F.Severo (n.25-Casa degli Sposi)
- Linea 10: Boschetto – Broletto (S.Andrea)